# Aculepeira gravabilis
Aculepeira gravabilis là một loài nhện trong họ Araneidae.
Loài này thuộc chi Aculepeira. Aculepeira gravabilis được Octavius Pickard-Cambridge miêu tả năm 1889.